# Nuoto ai XIX Giochi del Mediterraneo - 200 metri farfalla femminili
La gara dei 200 metri farfalla femminili ai XIX Giochi del Mediterraneo si è svolta il 1º luglio 2022. Al mattino si sono svolte le batterie, mentre la finale si è disputata nel pomeriggio.

## Podio
| Pos. | Atleta       | Nazione              |
| ---- | ------------ | -------------------- |
|      | Lana Pudar   | Bosnia ed Erzegovina |
|      | Ana Monteiro | Portogallo           |
|      | Merve Tuncel | Turchia              |

## Record
Prima della manifestazione il record del mondo (RM) e il record dei Giochi del Mediterraneo (RG) erano i seguenti.
|  | 2'01"81 | Liu Zige            | 21 ottobre 2009 Jinan  |
|  | 2'06"89 | Caterina Giacchetti | 1º luglio 2009 Pescara |

Durante la competizione non sono stati migliorati record. 

## Risultati

### Batterie
| Pos. | Batteria | Corsia | Atleta              | Nazionalità          | Tempo       | Note |
| ---- | -------- | ------ | ------------------- | -------------------- | ----------- | ---- |
| 1    | 2        | 4      | Lana Pudar          | Bosnia ed Erzegovina | 2'12"83     | Q    |
| 2    | 1        | 4      | Ana Monteiro        | Portogallo           | 2'13"37     | Q    |
| 3    | 1        | 3      | Merve Tuncel        | Turchia              | 2'13"54     | Q    |
| 4    | 1        | 7      | Lara Grangeon       | Francia              | 2'13"55     | Q    |
| 5    | 2        | 6      | Juliette Marchand   | Francia              | 2'14"14     | Q    |
| 6    | 2        | 5      | Defne Taçyıldız     | Turchia              | 2'14"17     | Q    |
| 7    | 1        | 6      | Georgia Damasioti   | Grecia               | 2'14"36     | Q    |
| 8    | 2        | 2      | Mariana Cunha       | Portogallo           | 2'14"38     | Q    |
| 9    | 2        | 3      | Alessia Polieri     | Italia               | 2'14"53     |      |
| 10   | 1        | 2      | Júlia Pujadas       | Spagna               | 2'15"51     |      |
| 11   | 2        | 7      | Carla Hurtado       | Spagna               | 2'17"51     |      |
| 12   | 2        | 1      | Xanthi Mitsakou     | Grecia               | 2'20"29     |      |
| 13   | 2        | 8      | Lilia Sihem Midouni | Algeria              | 2'26"44     |      |
| 14   | 1        | 1      | Jihane Benchadli    | Algeria              | 2'29"71     |      |
| DNS  | 1        | 5      | Ilaria Cusinato     | Italia               | Non partita |      |

### Finale
| Pos. | Corsia | Atleta            | Nazionalità          | Tempo   | Note |
| ---- | ------ | ----------------- | -------------------- | ------- | ---- |
|      | 4      | Lana Pudar        | Bosnia ed Erzegovina | 2'09"18 |      |
|      | 5      | Ana Monteiro      | Portogallo           | 2'09"32 |      |
|      | 3      | Merve Tuncel      | Turchia              | 2'12"59 |      |
| 4    | 8      | Mariana Cunha     | Portogallo           | 2'12"73 |      |
| 5    | 1      | Georgia Damasioti | Grecia               | 2'12"78 |      |
| 6    | 2      | Juliette Marchand | Francia              | 2'13"06 |      |
| 7    | 6      | Lara Grangeon     | Francia              | 2'14"27 |      |
| 8    | 7      | Defne Taçyıldız   | Turchia              | 2'16"22 |      |